# ミナス・ティリス
ミナス・ティリス（Minas Tirith）は、J・R・R・トールキンの小説『指輪物語』及び『シルマリルの物語』の中つ国に存在する城郭都市である。

## 概要
白の山脈の東端にあり、第三紀1640年、タロンドール王が王宮を移して以降のゴンドールの王都である。「守護の塔」(Tower of Guard)を意味し、ローハン語ではムンドブルグ（Mundburg）と呼ばれる。
もとはミナス・アノール（Minas Anor、太陽の塔。「日の没りの塔」とも）と呼ばれ、本来のゴンドール王都オスギリアスの東西に建てられた一対の塔のうちの西の塔であり、ゴンドールにおけるパランティーアの設置地点の一つでもあった。第三紀2002年に対となるミナス・イシル（Minas Ithil、月の出の塔）がモルドール軍によって奪われたため、ミナス・ティリスと改名された。

## 構造
ミナス・ティリスは、白の山脈のミンドルルイン山腹、膝のように突き出た「守りの丘」に位置する。城市は7重の城壁によって囲まれた7層からなる環状の構造で、都の大門は東向きに、内部の第1層から第6層までを繋ぐ門は、それぞれ東南と東北の互い違いに配置されている。最外周部（第1層）の城壁はヌーメノール由来の技術によって作られた、極めて高く強固なもので、オルサンクに似た黒く滑らかな壁面を持ち、土地自体が崩壊するのでもないかぎり破壊することは不可能であった。都市とミンドルルイン山との間の鞍部は第5層に接続するが、この接続部分も強固な防壁と断崖によって守られていた。カレン・ウィン・フォンスタッドは、楕円形の都の直径は平均3100フィート、すべての城壁の総延長は40000フィート以上と推定している。
東向きの大門の奥には最上層である第7層にまで達する巨大な岩の絶壁が立ち上がっており、第2層から第6層までの環状区はすべてこの大岩をくり抜くトンネルで二つに分けられていた。大岩の中のトンネルを登る東向きの門を抜けた第7層は700フィートの高度に位置し、この層にそびえ立つ白の塔（エクセリオンの塔）は高さ50尋、塔の頂点は城壁外から1000フィートの高度に達する。第7層の白の塔の下部には大きな館が設けられ、大広間には玉座と執政の椅子が設置されていた。館と塔の前には噴水広場が位置し、ゴンドールを象徴する白の木が植えられていた。
この他、第5層のミンドルルインとの鞍部には死者の館（ゴンドールの王と執政の墓所）がおかれている。
ミナス・ティリスの周囲は、肥沃な農地の広がるペレンノール野が取り巻き、長大な防壁ランマス・エホールによって取り囲まれていた。ペレンノール野の幅は遠いところで4リーグ以上（北東方）、近くて1リーグ（南東方）で、南東方でランマス・エホールと大河アンドゥインが接する箇所にはミナス・ティリスの河港としてハルロンドの船着き場が設置されていた。

## 歴史
ミナス・アノールは第二紀末、イシルドゥアとアナーリオンによるゴンドールの建国時に建設された砦であり、第二紀3429年にはサウロンの攻撃を受け、アナーリオンによって守られた。最後の同盟の戦いでサウロンが破れたのちの第三紀2年には、イシルドゥアにより白の木の実生が移植されている。
420年、第7代の王オストヘアはミナス・アノールをふたたび建設し、以後はゴンドール王の夏の離宮となった。1636年、第26代テレムナール王の死去とともに白の木が枯死したが、1640年、次代のタロンドール王が内乱と悪疫で荒廃したオスギリアスからミナス・アノールへと王宮を永久的に移転し、改めて白の木の実生を植えた。
1900年、第30代カリメフタール王がミナス・アノールに白の塔を建設する。2002年にミナス・イシルがモルドールの手に陥ち、やがてミナス・アノールは守護の塔、ミナス・ティリスと呼ばれるようになった。2043年に第33代エアルヌア王とともにアナーリオン朝の王統が途絶えると執政がミナス・ティリスからゴンドールを統治するようになり、統治権を持つ17代目の執政エクセリオン1世は2698年に白の塔を再建する。統治権を持つ21代目の執政ベレクソール2世の死去した2852年、あわせて白の木もふたたび枯死した。
『王の帰還』の指輪戦争（第三紀3018-3019年）時には、アングマールの魔王が率いるモルドールやハラドなどの大軍に包囲された。3019年3月13日、モルドール軍がランマス・エホールを攻略してミナス・ティリスを包囲し、翌3月14日から攻城戦が展開され、大門は打ち壊されたが、3月15日にペレンノール野の合戦が生じ、救援に駆けつけたセオデン王率いるローハン軍やアラゴルンの率いる辺境諸侯の連合軍が甚大な損害と引き換えにモルドール軍を撃ち破った。一つの指輪の破壊による指輪戦争終結後、3019年5月1日に城壁の前でアラゴルンがエレスサール王として戴冠し、夏至にはアルウェン王妃との結婚式が開かれた。また、この間にミンドルルイン山上において発見された白の木の若木が噴水広場に移されている。
エレスサール王の治世と第四紀において、はなれ山のドワーフや闇の森のエルフの助力により、城門はミスリルと鋼で再建され、街路は白い大理石で舗装され、ミナス・ティリスは第三紀における最盛期を凌ぐ繁栄を見せることとなった。